# Xiangzhu (köpinghuvudort i Kina, Zhejiang Sheng, lat 28,99, long 120,08)
Xiangzhu (kinesiska: 象珠, 清渭街, 象珠镇) är en köpinghuvudort i Kina. Den ligger i provinsen Zhejiang, i den östra delen av landet, omkring 140 kilometer söder om provinshuvudstaden Hangzhou. Antalet invånare är 43 812. Befolkningen består av 20 667 kvinnor och 23 145 män. Barn under 15 år utgör 17,0 %, vuxna 15-64 år 73 %, och äldre över 65 år 9,0 %.
Runt Xiangzhu är det tätbefolkat, med 570 invånare per kvadratkilometer. Närmaste större samhälle är Guli, 12,9 km söder om Xiangzhu. Trakten runt Xiangzhu består till största delen av jordbruksmark.
Genomsnittlig årsnederbörd är 2 368 millimeter. Den regnigaste månaden är juni, med i genomsnitt 417 mm nederbörd, och den torraste är januari, med 69 mm nederbörd.